# 赵新先
赵新先（1941年4月—），辽宁营口人，中国大陆企业家，中国共产党党员，文职二级干部，毕业于沈阳药学院（现沈阳药科大学）。1964年毕业后入伍，出任第一军医大学（现南方医科大学）附属南方医院药剂师，后任副主任、主管药师、主任。1985年携带“三九胃泰”等科研成果和500万元（人民币，下同）的借款南下深圳，创立了南方制药厂（现为华润三九），后发展为国有大型企业集团。2004年5月被超龄免职，后因涉嫌违法被刑拘。2006年，因滥用职权被判处有期徒刑1年零10个月，2008年6月出狱后复出。
赵新先有“三九教父”和“中药现代化之父”之称。

## 早年经历
1941年4月，赵新先出生于满洲国奉天省营口市（今属辽宁省），1964年毕业于沈阳药学院（现沈阳药科大学），毕业后入伍，出任第一军医大学（现南方医科大学）附属南方医院药局药剂师。因为优越的家庭背景和在校的优秀表现，赵新先加入了共青团，也成为了当时年级200多人中仅有的10多个参军入伍的同学之一。1966年文化大革命爆发后，赵新先加入了“造反派”，成为其中的核心成员，但他没有参与打砸抢的活动。1979年，赵新先升任南方医院药局副主任、主管药师、主任，随后赵新先先后发明了“三九胃泰”、“壮骨关节丸”和“正天丸”三种中成药。

## 首次创业
1980年代初，第一军医大学决定在深圳建设“南方医疗中心”，而后赵新先向第一军医大学校长赵云宏提出建设一个配套的药厂。这一提议报送给中华人民共和国国务院和中央军事委员会后，经中国人民解放军总后勤部（现中央军委后勤保障部）批准，同意第一军医大学在深圳开办一个医疗研究中心，并准建一个药厂。1985年，深圳南方制药厂（现华润三九）成立，隶属第一军医大学。1986年，南方制药厂开始试产，1987年正式投产，当年创产值1130万元，1988年产值6115万元，此后高速成长。赵新先曾创下了中国广告的多项第一，包括亚洲第一家使用出租车灯箱做广告媒介的企业、中国第一条“名人广告”和全球最大的霓虹灯广告等。
由于赵新先创业优异，1989年4月，解放军总后勤部授予赵新先“优秀军队企业家”的荣誉称号，并作出《关于向赵新先同志学习的决定》。
1991年11月，南方制药厂脱离第一军医大学，直属解放军总后勤部。解放军总后勤部将下属新兴企业集团在深圳的酒店、贸易公司等资产划拨，与南方制药厂资产共同注入新成立的“深圳三九实业总公司”，后又变更为三九集团，赵新先开始任集团总裁、党委书记，还担任南方制药厂党支部书记。1992年，南方制药厂面临资金瓶颈，当年引进泰国正大集团投资，合资公司被命名为三九正大药业有限公司。1994年再次引资。而三九集团通过一系列并购，发展成超过200亿元总资产，涉足医药、汽车、食品、制酒、旅游饭店、商业、农业和房地产八大产业的企业集团。1998年，三九集团脱离总后勤部，转由国家经贸委管理，2002年改由国务院国资委管理。

## 违法被查和受审
早在2001年8月，中国证监会对其核心企业三九医药作出通报批评，披露上市公司控股股东三九集团占用资金高达25亿元。此事件令外界再度关注赵退休前在三九集团的产权明晰问题。他在接受记者采访时再次表示：“这个问题关键就是不能我考虑。明白吗？而要我的婆婆考虑！要三九的主管部门他们来考虑！”2003年，21家债权银行开始集中追讨三九集团债务并纷纷起诉。据披露称，“三九系”整体对银行的负债总额最高达107亿元，此后有媒体调查，整个三九系贷款和贷款担保余额约为180亿元。
2004年5月，赵新先被超龄免职。随后，国资委派出工作小组进驻三九集团，处置其巨额不良资产；次年5月，国家审计署派出审计小组，开始对三九集团的财务收支及赵新先任职期间的经济责任进行审计。报告指出，赵新先等三九高管未经董事会程序，擅自完成对深圳坪山镇高尔夫球场项目（三九健康城）的收购，造成三九集团约5亿的损失。
2005年11月19日，赵新先被刑拘，拘押于深圳梅林看守所。2007年6月，赵新先因“国有公司人员滥用职权”被深圳市罗湖区人民法院一审判处有期徒刑1年零10个月。

## 复出和再次创业
2007年9月20日，赵新先刑期届满，被获准出狱。2008年6月，赵新先低调复出，加盟南京小营药业集团，担任公司顾问，负责永泰医药板块的投资和运营。
2013年，赵新先又被天津一家制药企业聘去当顾问。在担任顾问期间，他发现妻子因睡眠不好开始服用灵芝，一段时间后妻子的失眠被治愈，这也激发了赵新先研究灵芝的热情。他在翻遍所有涉及灵芝的药典古方，调研了当今的灵芝市场后发现，市面上的灵芝基本都是保健品，而且灵芝既未形成产业规模，更没有产生大的品牌，故赵新先决定再次创业，把灵芝产品做好，做大。
2014年初，赵新先与一家风险投资机构共同对已经陷入经营困境常州威龙制药厂进行收购，收购完成后，赵新先成为公司第一大股东，该公司也随之更名为“新先制药”，重组后的新先制药，核心团队大部分都是原三九的老班底。2014年7月，赵新先回到东北老家、来到长白山深处种植灵芝。

## 奖项和荣誉
赵新先曾先后获得全国五·一劳动奖章、中国改革十大风云人物、军队优秀企业家、联合国和平奖等数十项奖项和荣誉，他也被受聘为清华大学经济管理学院、南开大学商学院、同济大学商学院、沈阳药科大学、中山大学企业管理学科兼职教授、深圳市企业博士后工作站、三九企业集团博士后工作站指导教师。他创立的“三九机制”也被录入中国MBA经典案例库《经营通鉴》。